# Sven Fischer
Pour les articles homonymes, voir Fischer et Sven.
Sven Fischer, né le 16 avril 1971 à Schmalkalden, Thuringe, est un biathlète allemand. Il fait partie des biathlètes les plus titrés de l'histoire avec quatre titres olympiques, dont celui du sprint en 2006, sept titres mondiaux et deux coupes du monde. Avec 33 victoires individuelles dans cette compétition, il a affronté des biathlètes de renom tels que Ole Einar Bjørndalen et Raphaël Poirée.

## Biographie

### Débuts et premier titre olympique
Il commence le biathlon tôt dans sa jeunesse au club BSG Werkzeugkombinat et rejoint une école spécialisée en 1983. En 1989, il joint l'armée, mais doit la quitter en 1990, après la chute du Mur de Berlin.
À l'âge de dix-huit ans, alors que l'Allemagne se réunifie, Sven Fischer subit une sérieuse blessure au genou et à son retour à la compétition, il trouve une rude concurrence à son encontre. Mais l'entraîneur Frank Ullrich croît en son potentiel et l'amène à la Coupe d'Europe, où Fischer remporte une course en décembre 1991. Dans les semaines qui suivent, il est appelé dans le groupe de la Coupe du monde. En 1992-1993, il est intégré dans l'équipe cadre et effectue sa première saison "complète". Aux Championnats du monde à Borovetz, il remporte sa première médaille d'or sur la course par équipes. Au niveau individuel, il figure déjà parmi les meilleurs, montant sur son premier podium à Oslo, avant de s'imposer au sprint de Kontiolahti, avec plus de quarante secondes d'avance sur ses plus proches concurrents. Il est finalement sixième du classement général de la Coupe du monde. En 1994, il améliore ce classement et prend la deuxième place au classement général, grâce à deux victoires à Antholz et Hinton. C'est aussi l'année de sa première participation à des Jeux olympiques, auxquels il décroche deux médailles : le bronze à l'individuel et la médaille d'or au relais avec des champions que sont Ricco Groß, Frank Luck et Mark Kirchner.

### Deux fois vainqueur de la Coupe du monde (1997 et 1999)
En 1994-1995, il est auteur d'un seul podium individuel, mais devient tout de même champion du monde de relais. Revenu en forme lors de la saison suivante, il gagne pour la première fois à Oslo (individuel et sprint), au Festival de ski d'Holmenkollen. 
En 1996-1997, il commence l'hiver fort en gagnant le premier doublé sprint-poursuite de sa carrière à Lillehammer, puis continue avec des résultats réguliers, jusqu'aux mondiaux, où il n'a obtenu qu'un top dix sur l'individuel (cinquième). Il se contente de son deuxième titre mondial sur le relais. Avec une nouvelle victoire à Nagano, il parvient à garder la tête du classement général de la Coupe du monde jusqu'au bout devant Ole Einar Bjørndalen. L'an suivant, il est battu au classement général par ce dernier, mais devient pour la deuxième fois champion olympique du relais. Lors de ces Jeux, il échoue pour la seule fois en quatre participations à remporter de médaille en individuel. Sa saison se clôt par le gain d'un petit globe de cristal en raison de sa victoire au classement de la poursuite.
Lors de la saison 1998-1999, Sven Fischer remporte son plus grand nombre de victoires avec six unités, dont deux à Osrblie, une à Lake Placid et trois à Oslo, où le l'individuel et la mass start comptent pour les Championnats du monde, où il est aussi médaille de bronze à la poursuite à Kontiolahti. Avec ses deux seuls titres mondiaux en individuel, il est récompensé alors par son deuxième classement général de la Coupe du monde.

### 2000-2005: toujours parmi les meilleurs
En 2000, il ne parvient pas à remporter de médaille individuelle aux Championnats du monde d'Oslo (13e au mieux et médaille de bronze au relais), il reste performant en Coupe du monde avec deux succès en fin d'hiver aux poursuites de Lahti et Khanty-Mansiïsk. En terminant troisième du classement général, il est pour la sixième fois sur le podium.
Lors de la saison suivante, il fait toujours partie des cinq meilleurs biathlètes du monde, témoignant ses deux victoires en départ en masse au site de son club local Oberhof (sa première en Allemagne après 17 victoires) et Holmenkollen et ses deux médailles de bronze en poursuite et départ en masse aux Championnats du monde à Pokljuka. En janvier 2002, il s'impose à la poursuite de Ruhpolding avant de se rendre aux Jeux olympiques de Salt Lake City, où il gagne la médaille d'argent au sprint derrière Ole Einar Bjørndalen et au relais avec Ricco Groß, Peter Sendel et Frank Luck, soit la même équipe qu'en 1998. Il finit la saison de manière dominante, avec sept podiums en sept courses après les Jeux, dont des succès au sprint d'Östersund et à la poursuite d'Holmenkollen.
En 2003, avec le dixième rang, il enregistre son deuxième pire classement général en Coupe du monde après 1995, mais gagne tout même une course (comme les sept années précédentes) à Östersund, son troisième titre de champion du monde de relais et une médaille d'argent à la mass start des Championnats du monde.
En 2004, il obtient des résultats similaires, avec une seule victoire à Antholz et son dernier titre mondial en relais à Oberhof.
En 2005, il parvient à concurrencer les deux biathlètes vedette que sont Ole Einar Bjørndalen et Raphaël Poirée. Au début de l'hiver, il gagne la poursuite à Beitostølen puis la poursuite et l'individuel d'Holmenkollen, piste où il accumule neuf victoires sur trente-trois au total. Avant les Championnats du monde, il ajoute à son compteur un succès à Oberhof. Lors des Mondiaux 2005, il est dominé par Bjørndalen sur le sprint et la mass start, mais décroche deux nouvelles médailles d'argent, ainsi que le bronze à la poursuite. Malgré une cinquième victoire (son deuxième meilleur total) cet hiver, obtenue au sprint de Khanty-Mansiïsk, il s'incline devant Bjørndalen pour le classement général de la Coupe du monde.

### 2006-2007: fin de sa carrière sportive
Pour la saison 2005-2006, il va essayer de remporter la victoire qui lui manque : le titre olympique individuel. Sur les trois premières étapes de l'hiver, il monte à chaque fois sur un podium au moins et à Osrblie, il sort vainqueur à deux reprises. 
Ensuite, à Ruhpolding et Antholz, il n'apparaît pas sur la boîte. Mais Sven Fischer revient en forme au bon moment, puis qu'il devient champion olympique du sprint à Turin, avec un sans faute au tir devant deux Norvégiens, puis prend la médaille de bronze à la poursuite avant de redevenir champion olympique du relais, son troisième titre dans la discipline. Dans la partie finale de la saison, il monte sur un seul podium au sprint de Kontiolahti, ce qui le limite au troisième rang de la Coupe du monde, gagnée de nouveau par Bjørndalen.
Aux Championnats du monde 2007, Sven Fischer est médaillé de bronze au relais, portant son total de podiums mondiaux à vingt, comme son compatriote Ricco Groß. Pour la dernière course de la saison et de sa carrière, il finit troisième de la mass start de Khanty-Mansiysk, il atteint un total de 90 podiums individuels.
Riche d'un palmarès le plaçant au sommet de la hiérarchie mondiale du biathlon, il décide d'arrêter sa carrière sportive le 7 mai 2007. Il explique sa décision, « J'ai pris cette décision au cours des derniers mois : cela n'a pas été facile à décider, mais je suis certain à 100 % que c'est le bon moment pour commencer une nouvelle vie ».
Il a une particularité : il skie toujours sans gants et avec un bandeau au lieu d'un bonnet, qu'il neige ou qu'il pleuve. Sa carabine est aussi un peu différente de celle des autres athlètes surtout au niveau de la culasse. Sven Fischer devient rapidement commentateur de biathlon à la télévision allemande.

## Vie privée
Sven Fischer a été en couple avec Annette Sikveland jusqu'en 1998, d'où sa pratique de la langue norvégienne.

## Palmarès

### Jeux olympiques d'hiver
| Épreuve / Édition      | Individuel                          | Sprint                             | Poursuite                           | Mass start                       | Relais                             |
| ---------------------- | ----------------------------------- | ---------------------------------- | ----------------------------------- | -------------------------------- | ---------------------------------- |
| JO 1994 Lillehammer    | Médaille de bronze, Jeux olympiques | 7e                                 | Épreuve inexistante à cette date    | Épreuve inexistante à cette date | Médaille d'or, Jeux olympiques     |
| JO 1998 Nagano         | 16e                                 | 29e                                | Épreuve inexistante à cette date    | Épreuve inexistante à cette date | Médaille d'or, Jeux olympiques     |
| JO 2002 Salt Lake City | 29e                                 | Médaille d'argent, Jeux olympiques | 12e                                 | Épreuve inexistante à cette date | Médaille d'argent, Jeux olympiques |
| JO 2006 Turin          | 17e                                 | Médaille d'or, Jeux olympiques     | Médaille de bronze, Jeux olympiques | 17e                              | Médaille d'or, Jeux olympiques     |

Légende :
- : épreuve inexistante ou ne figurant pas au programme

### Championnats du monde
| Édition                                    | Individuel                        | Sprint                            | Poursuite                         | Mass start                       | Relais            | Par équipes                      | Relais mixte                     |
| ------------------------------------------ | --------------------------------- | --------------------------------- | --------------------------------- | -------------------------------- | ----------------- | -------------------------------- | -------------------------------- |
| 1993 - Borovetz (Bulgarie)                 | -                                 | 20e                               | Épreuve inexistante à cette date  | Épreuve inexistante à cette date | Bronze            | Or                               | Épreuve inexistante à cette date |
| 1995 - Antholz-Anterselva (Italie)         | -                                 | 26e                               | Épreuve inexistante à cette date  | Épreuve inexistante à cette date | Or                | 14e                              | Épreuve inexistante à cette date |
| 1996 - Ruhpolding (Allemagne)              | 22e                               | 19e                               | Épreuve inexistante à cette date  | Épreuve inexistante à cette date | Argent            | 6e                               | Épreuve inexistante à cette date |
| 1997 - Osrblie (Slovaquie)                 | 5e                                | 24e                               | 22e                               | Épreuve inexistante à cette date | Or                | -                                | Épreuve inexistante à cette date |
| 1998 - Pokljuka (Slo) et Hochfilzen (Aut)  | JO Nagano                         | JO Nagano                         | 4e                                | Épreuve inexistante à cette date | JO Nagano         | Argent                           | Épreuve inexistante à cette date |
| 1999 - Kontiolahti (Finlande) / Oslo (Nor) | Or                                | 7e                                | Bronze                            | Or                               | 4e                | Épreuve inexistante à cette date | Épreuve inexistante à cette date |
| 2000 - Oslo (Norvège) / Lahti (Fin)        | 19e                               | 40e                               | 13e                               | 13e                              | Bronze            | Épreuve inexistante à cette date | Épreuve inexistante à cette date |
| 2001 - Pokljuka (Slovénie)                 | 11e                               | 5e                                | Bronze                            | Bronze                           | 12e               | Épreuve inexistante à cette date | Épreuve inexistante à cette date |
| 2002 - Oslo (Norvège)                      | Jeux olympiques de Salt Lake City | Jeux olympiques de Salt Lake City | Jeux olympiques de Salt Lake City | Argent                           | JO Salt Lake City | Épreuve inexistante à cette date | Épreuve inexistante à cette date |
| 2003 - Khanty-Mansiïsk (Russie)            | 12e                               | 11e                               | 22e                               | Argent                           | Or                | Épreuve inexistante à cette date | Épreuve inexistante à cette date |
| 2004 - Oberhof (Allemagne)                 | 16e                               | 8e                                | 23e                               | 11e                              | Or                | Épreuve inexistante à cette date | Épreuve inexistante à cette date |
| 2005 - Hochfilzen (Autriche)               | Argent                            | Bronze                            | 4e                                | Argent                           | 6e                | Épreuve inexistante à cette date | -                                |
| 2006 - Pokljuka (Slovénie)                 | Jeux olympiques de Turin          | Jeux olympiques de Turin          | Jeux olympiques de Turin          | Jeux olympiques de Turin         | JO Turin          | Épreuve inexistante à cette date | 10e                              |
| 2007 - Antholz (Italie)                    | 20e                               | 43e                               | 17e                               | 5e                               | Bronze            | Épreuve inexistante à cette date | -                                |

### Coupe du monde
- Vainqueur du classement général en 1997 et 1999.
- 6 petits globes de cristal, significatifs de victoire au classement de la spécialité :
  - 2 en sprint : 1999 et 2002.
  - 2 en poursuite : 1998 et 2005.
  - 2 en mass start : 1999 et 2001.
- 90 podiums individuels : 33 victoires, 20 deuxièmes places et 37 troisièmes places.

#### Détail des victoires individuelles
| \ Épreuve Saison | Individuel                                | Sprint                                | Poursuite                     | Mass start                                | Total |
| 1992-1993        |                                           | Kontiolahti                           |                               |                                           | 1     |
| 1993-1994        | Antholz                                   | Hinton                                |                               |                                           | 2     |
| 1995-1996        | Oslo-Holmenkollen                         | Oslo-Holmenkollen                     |                               |                                           | 2     |
| 1996-1997        |                                           | Lillehammer Nagano                    | Lillehammer                   |                                           | 3     |
| 1997-1998        |                                           |                                       | Kontiolahti                   |                                           | 1     |
| 1998-1999        | Oslo-Holmenkollen (Championnats du monde) | Osrblie Lake Placid Oslo-Holmenkollen | Osrblie                       | Oslo-Holmenkollen (Championnats du monde) | 6     |
| 1999-2000        |                                           |                                       | Lahti Khanty-Mansiïsk         |                                           | 2     |
| 2000-2001        |                                           |                                       |                               | Oberhof Oslo-Holmenkollen                 | 2     |
| 2001-2002        |                                           | Östersund                             | Ruhpolding Oslo-Holmenkollen  |                                           | 3     |
| 2002-2003        |                                           | Östersund                             |                               |                                           | 1     |
| 2003-2004        | Antholz                                   |                                       |                               | Fort Kent                                 | 2     |
| 2004-2005        | Oslo-Holmenkollen                         | Oberhof Khanty-Mansiïsk               | Beitostølen Oslo-Holmenkollen |                                           | 5     |
| 2005-2006        | Osrblie                                   | Turin-San Sicario (Jeux olympiques)   | Osrblie                       |                                           | 3     |
| Total            | 6                                         | 13                                    | 10                            | 4                                         | 33    |

#### Classements annuels
| Année | Classement général final |
| 1993  | 6e                       |
| 1994  | 2e                       |
| 1995  | 18e                      |
| 1996  | 3e                       |
| 1997  | 1er                      |
| 1998  | 3e                       |
| 1999  | 1er                      |
| 2000  | 3e                       |
| 2001  | 5e                       |
| 2002  | 4e                       |
| 2003  | 10e                      |
| 2004  | 9e                       |
| 2005  | 2e                       |
| 2006  | 3e                       |
| 2007  | 6e                       |